# 万治の大火
万治の大火（まんじのたいか）は、万治3年（1660年）に尾張国名古屋で発生した火災。左義長の行なわれる日の夕方に発生したことから「左義長火事」とも呼ばれる。当時の元号である万治と、火災が発生した尾張国名古屋を繋げ、万治名古屋の大火と称されることもある。

## 概要
万治3年1月14日、片端筋（名古屋城外堀の南側、現在の外堀通）の本町付近から出火。名古屋城の南側に位置していた城下町（碁盤の目のように道があることから碁盤割と呼ばれる）は、その多くが焼け落ちた。特に碁盤割の東半分では焼失を免れた家屋はほとんどなく、焼失家屋は町屋2,247軒、武家屋敷120軒に及んだ。この際には茶屋町に店を構えていた「いとう屋」（松坂屋の前身）も類焼したことが伝えられている。
その後の調べで本町と七間町にあった3軒の3階建が延焼拡大に関与したことが明らかになったため3階建以上の建築は禁止され、寛文元年（1661年）9月には火災発生時の対処法を定めた「火事之時御定」が発布された。また延焼を防ぐために碁盤割の南端にあった堀切筋の久屋町筋から長者町筋の間が、それまでの3間から15間に拡幅されて広小路と呼ばれるようになった
。更に寛文年間に尾張藩の命令によって町人による防火組織「火消組合」6組が設置され、元禄13年（1700年）には8組・1,450名まで増員されている。